# Pereiro de Palhacana
Pereiro de Palhacana ist ein Ort und eine ehemalige Gemeinde (Freguesia) im portugiesischen Kreis Alenquer. In der Gemeinde lebten 579 Einwohner (Stand 30. Juni 2011).

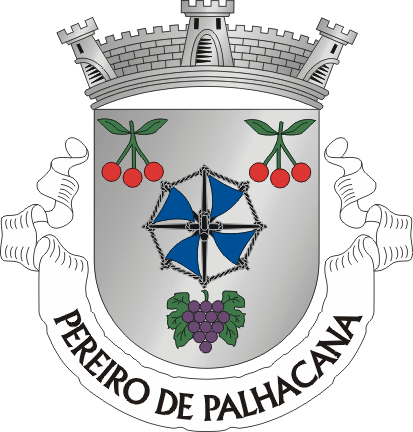
Das Wappen der ehemaligen Gemeinde

Am 29. September 2013 wurden die Gemeinden Pereiro de Palhacana und Ribafria zur neuen Gemeinde União das Freguesias de Ribafria e Pereiro de Palhacana zusammengefasst.

## Hintergrund
Pereiro de Palhacana (portugiesische Aussprache: [pɨˈɾɐjɾu dɨ pɐʎɐˈkɐnɐ]) ist eine ehemalige Zivilgemeinde, die sich in der Gemeinde Alenquer im Westen Portugals befindet. Im Jahr 2013 fusionierte die Pfarrei zur neuen Pfarrei Ribafria e Pereiro de Palhacana. Sie umfasst eine Fläche von 9,12 km² mit 591 Einwohnern (Stand 2001).